# Alison Bai
Alison Bai (18 januari 1990) is een tennisspeelster uit Australië.
Zij begon op zesjarige leeftijd met tennis.
In 2008 en 2009 speelde zij haar eerste grandslamwedstrijden op het Australian Open – ook in 2016 kreeg zij samen met Naiktha Bains een wildcard voor het damesdubbelspeltoernooi.